# Seiland
Seiland (nordsamiska: Sievju) är en ö sydväst om staden Hammerfest i Finnmark fylke i norra Norge. Den är delad mellan kommunerna Hammerfest och Alta, och har en areal på 559 km². Högsta punkten är Seilandstuva (1 079 m ö.h.).
Arkeologiska fynd har visat att det har bott människor på ön i cirka 7 000 år, men idag finns det bara bosättningar i Kårhamn, Hønseby, Eidvågen, Fiskebukta, Survika, Altneset och Hakkstabben. Ön hade 190 invånare (2007), varav 150 i Hammerfests kommun och 40 i Alta kommun.
Seiland nationalpark inrättades 2006.
Det finns två glaciärer på Seiland, Seilandsjøkelen (985 meter över havet), som är störst och ligger mitt på ön, och Nordmannsjøkelen.

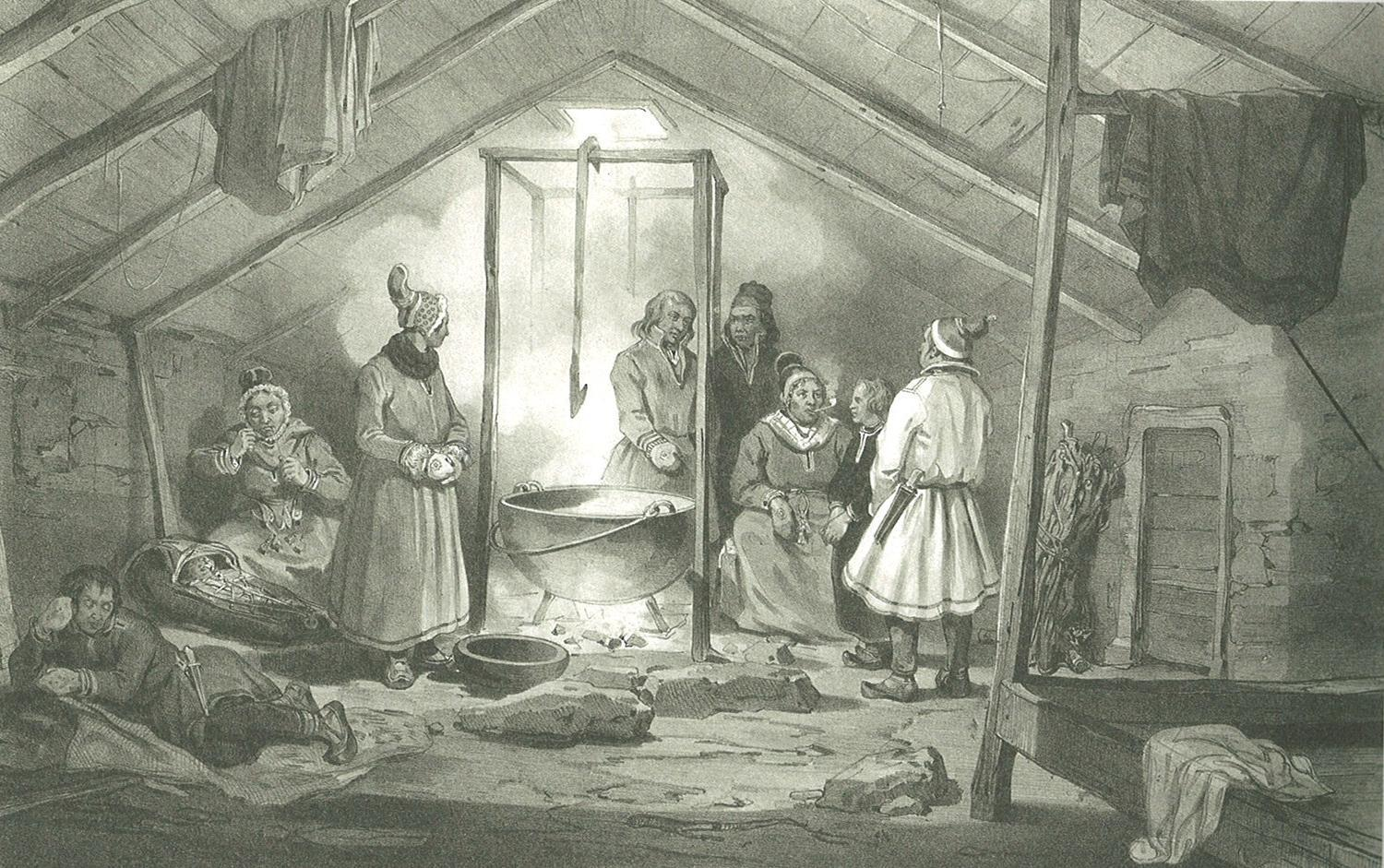
Samer på Seiland, avbildade av Auguste Mayer i samband med Rechercheexpeditionen.